# Токсарис
Токсарис (Toxăris, Τόξαρις) — персонаж сочинений Лукиана Самосатского (около 120—190 гг. н. э.) «Скиф, или Друг на чужбине» и «Токсарид, или Дружба». Содержание диалогов и рассказов, приписываемых Токсарису, представляет значительный интерес для изучения представлений греков о скифах и может отражать элементы скифской традиции и фольклора. Однако сведения о почитании такого героя в Афинах — литературный вымысел Лукиана.
Лукиан сообщает, что он был простым скифом, прибывшим в Афины на несколько десятилетий раньше Анахарсиса, а после смерти причисленным к почитаемым там героям как «врач-чужеземец». Во время афинской чумы его призрак предстал перед женой одного из членов Ареопага и посоветовал оросить улицы вином. Ему приносили в жертву белого коня.